# Gašerbrum III
Gašerbrum III je vrchol v masivu Gašerbrum v pohoří Karákóram. Má výšku 7952 metrů a obvykle není považován za samostatnou horu, ale za vedlejší vrchol vyššího Gašerbrumu II. Stejně jako on leží na hranici mezi Čínskou lidovou republikou a Pákistánem.
Do svého slezení v roce 1975 se řadil mezi nejvyšší dosud neslezené vrcholky. Prvovýstup se podařil čtyřčlenné polské skupině (mj. Wanda Rutkiewiczová).